# Maó-džó de ojasumi
Maó-džó de ojasumi (japonsky 魔王城でおやすみ) je japonská manga, kterou píše a kreslí Kagidži Kumanomata. Je pravidelně vydávána od května 2016 v časopisu Šúkan šónen Sunday nakladatelství Šógakukan. K listopadu 2021 vzniklo dvacet svazků mangy. Anime seriál, který produkovalo studio Dóga Kóbó, byl premiérově vysílán mezi říjnem a prosincem 2020.

## Synopse
Příběh sleduje život mladé princezny Sujaris, kterou unesl král démonů. Dala si za cíl spát během svého věznění.

## Postavy
- Sujarisu hime (japonsky スヤリス姫)

Dabing: Inori Minase
- Maó Tasogare (japonsky 魔王タソガレ)

Dabing: Jošicugu Macuoka
- Akuma šúdóši (japonsky あくましゅうどうし)

Dabing: Kaito Išikawa
- Júša Akacuki (japonsky 勇者アカツキ)

Dabing: Hiro Šimono
- Hari toge Madžiro (japonsky はりとげマジロ)

Dabing: Rikija Kojama
- Furankenzonbi (japonsky フランケンゾンビ)

Dabing: Kóiči Sóma
- Minotaurosu (japonsky ミノタウロス)

Dabing: Masaši Jamane
- Jašiki tešita Goburin (japonsky やしき手下ゴブリン)

Dabing: Šinja Takahaši
- Reddo Šiberian-Kai (japonsky レッドシベリアン・改)

Dabing: Čikahiro Kobajaši
- Obake Furošiki (japonsky おばけふろしき)

Dabing: Kóiči Sóma
- Poseidon (japonsky ポセイドン)

Dabing: Takeo Ócuka
- Kaen doku Rjú (japonsky かえんどくりゅう)

Dabing: Takaja Kuroda
- Neo Aruraune (japonsky ネオアルラウネ)

Dabing: Sajaka Óhara
- Arádžifu (japonsky アラージフ)

Dabing: Ajane Sakura
- Šizá madžišan (japonsky シザーマジシャン)

Dabing: Džuniči Suwabe
- Hápí (japonsky ハーピィ)

Dabing: Ajaka Óhaši
- Hadesu (japonsky ハデス)

Dabing: Kišó Tanijama
- Suima (japonsky 睡魔, Suima)

Dabing: Šin'ičiró Miki
- Sakkjun (japonsky さっきゅん)

Dabing: Ari Ozawa
- Kaimín no Džoó (japonsky カイミーンの女王)

Dabing: Saori Hajami

## Média

### Manga
Mangu Maó-džó de ojasumi píše a kreslí Kagidži Kumanomata. Vychází od 11. května 2016 v časopisu Šúkan šónen Sunday nakladatelství Šógakukan, které ji zároveň vydává ve svazcích tankóbon. První svazek byl vydán 16. září 2016 a zatím poslední dvacátý 18. listopadu 2021.
V září 2017 Viz Media oznámilo, že licencovalo mangu v Severní Americe. První svazek byl nakladatelstvím vydán 12. června 2018.
Dne 16. října 2020 vyšla oficiální fanouškovská kniha.

### Anime
Produkce animovaného televizního seriálu byla odhalena ve 42. čísle Šúkan šónen Sunday z 18. září 2019. Na animaci seriálu pracovalo studio Dóga Kóbó. Režíroval jej Micue Yamazaki, scénář napsala Jošiko Nakamura a postavy navrhla Ai Kikuči. Jukari Hašimoto složila hudbu k seriálu. 12 dílů řady bylo premiérově vysíláno od 6. října do 22. prosince 2020 na televizních stanicích TV Tokyo, AT-X a BS TV Tokyo. Inori Minase nazpívala úvodní znělku „Kaimin! Anmin! Sujarisu seikacu“ (快眠！安眠！スヤリスト生活). Hudební skupina ORESAMA stojí za závěrečnou znělkou „Gimmme!“.
Funimation odkoupilo vysílací práva k seriálů a vysílalo jej v Severní Americe a na Britských ostrovech na svých webových stránkách. Dne 21. února 2021 Funimation oznámilo, že plánuje vydávat seriál v anglickém znění, a to počínaje následujícím dnem. V jihovýchodní a jižní Asii bylo anime licencováno společností Muse Communication, přičemž v jihovýchodní Asii bylo zveřejněno na platformě Bilibili. Dne 12. května 2021 měl seriál premiéru na televizní stanici Animax Asia.

#### Seznam dílů
| Č. v seriálu | Původní název                                            | Režie                                           | Scénář          | Premiéra v Japonsku |
| ------------ | -------------------------------------------------------- | ----------------------------------------------- | --------------- | ------------------- |
| 1            | Nemurenu širo no hime 眠れぬ城の姫                       | Micue Jamazaki                                  | Jošiko Nakamura | 6. října 2020       |
| 2            | Hime to ikari no mofumofu 姫と怒りのモフモフ             | Sumie Noro                                      | Jošiko Nakamura | 13. října 2020      |
| 3            | Hime to kindan no arekore 姫と禁断の叡智                 | Mariači Hug Ju                                  | Jošiko Nakamura | 20. října 2020      |
| 4            | Hime to hakai to čúsana bóken 姫と破壊と小さな冒険       | Geisei Morita                                   | Mičihiro Cučija | 27. října 2020      |
| 5            | Hime to tatakau on'na-tači 姫と戦う女たち                | Sumie Noro a Takaharu Ókuma                     | Jošiko Nakamura | 3. listopadu 2020   |
| 6            | Hime no majoi naki sentaku 姫の迷いなき選択              | Tacuja Nokimori                                 | Mičihiro Cučija | 10. listopadu 2020  |
| 7            | Motto nemurenu širo no hime もっと眠れぬ城の姫           | Jošijuki Širahata, Micue YJamazaki a Sumie Noro | Jošiko Nakamura | 17. listopadu 2020  |
| 8            | Hime to mazoku no osorubeki akumu 姫と魔族の恐るべき悪夢 | Geisei Morita                                   | Mičihiro Cučija | 24. listopadu 2020  |
| 9            | Hime to hitodžiči kjóka šúkan 姫と人質強化週間           | Hitomi Ezoe                                     | Mičihiro Cučija | 1. prosince 2020    |
| 10           | Hime to owarino šiti 姫とオワリノシティ                  | Tacuja Nokimori                                 | Jošiko Nakamura | 8. prosince 2020    |
| 11           | Hime no nemurenai jume 姫の眠れない夢                    | Sumie Noro                                      | Mičihiro Cučija | 15. prosince 2020   |
| 12           | Maó-džó no nemuri hime 魔王城の眠り姫                    | Micue Jamazaki a Sumie Noro                     | Jošiko Nakamura | 22. prosince 2020   |